# 千佛洞石窟 (武安)
千佛洞石窟，位于中国河北省邯郸市桃园山，为邯郸市武安市的一个省级文物保护单位，类型为石窟寺，公布时间为1982年7月23日。
千佛洞石窟的历史年代为宋代。